# Пагоа (Гаваї)
Пагоа (англ. Pahoa) — переписна місцевість (CDP) в США, в окрузі Гаваї штату Гаваї. Населення — 924 особи (2020).

## Географія
Пагоа розташована за координатами 19°29′46″ пн. ш. 154°56′44″ зх. д. / 19.49611° пн. ш. 154.94556° зх. д. (19.496108, -154.945455).  За даними Бюро перепису населення США в 2010 році переписна місцевість мала площу 5,67 км², уся площа — суходіл.

## Демографія
Згідно з переписом 2010 року, у переписній місцевості мешкало 945 осіб у 321 домогосподарстві у складі 219 родин. Густота населення становила 167 осіб/км².  Було 356 помешкань (63/км²).
Расовий склад населення:
| - 43,5 % — азіатів - 14,9 % — білих - 12,6 % — вихідців з тихоокеанських островів - 1,5 % — корінних американців - 0,4 % — чорних або афроамериканців - 1,0 % — осіб інших рас |

До двох чи більше рас належало 26,1 %. Частка іспаномовних становила 6,6 % від усіх жителів.
За віковим діапазоном населення розподілялося таким чином: 22,3 % — особи молодші 18 років, 60,3 % — особи у віці 18—64 років, 17,4 % — особи у віці 65 років та старші. Медіана віку мешканця становила 41,6 року. На 100 осіб жіночої статі у переписній місцевості припадало 105,0 чоловіків;  на 100 жінок у віці від 18 років та старших — 103,3 чоловіків також старших 18 років.
Середній дохід на одне домашнє господарство  становив 47 972 долари США (медіана — 31 442), а середній дохід на одну сім'ю — 44 669 доларів (медіана — 32 500). За межею бідності перебувало 26,2 % осіб, у тому числі 62,4 % дітей у віці до 18 років та 0,8 % осіб у віці 65 років та старших.
Цивільне працевлаштоване населення становило 355 осіб. Основні галузі зайнятості: освіта, охорона здоров'я та соціальна допомога — 17,7 %, роздрібна торгівля — 16,1 %, науковці, спеціалісти, менеджери — 13,5 %, мистецтво, розваги та відпочинок — 12,4 %.